# Raffaele Pe
Raffaele Pe (Lodi, 24 agosto 1985) è un controtenore italiano.

## Biografia
Nato a Lodi nel 1985, inizia all'età di sei anni gli studi di canto e organo nella città natale, come ragazzo cantore nella Cappella Musicale del Duomo di Lodi. Continua i suoi studi giovanili a Londra con Colin Baldy diventando in seguito membro del progetto per giovani artisti del Monteverdi Choir. Perfeziona la tecnica vocale a Bologna con il tenore Fernando Opa Cordeiro.
Nel 2014 fonda sempre a Lodi La lira di Orfeo, un ensemble dedito alla riscoperta in tempi moderni del repertorio antico e barocco. Nello stesso anno, con la sua partecipazione ai Carmina Burana all'Arena Opera Festival, diventa il primo controtenore invitato a esibirsi all'Arena di Verona, dove ritorna per cantare nella stessa produzione replicata nel 2015 e nel 2019, diretta l'ultimo anno da Ezio Bosso.
Molto attivo sia nella riscoperta del repertorio e degli interpreti italiani meno frequentati del periodo barocco (spaziando anche nel repertorio novecentesco, interpretando il ruolo di Oberon nel Sogno di una notte di mezza estate di Benjamin Britten) sia nel campo discografico, ha dedicato il suo primo disco solista, The Medici Castrato edito nel 2014 dalla casa discografica Glossa, al cantante Gualberto Magli, primo esecutore dei ruoli della Musica e della Speranza ne L'Orfeo di Claudio Monteverdi. Nel 2018, sempre per la Glossa, viene pubblicato un altro suo recital in disco, Giulio Cesare - A baroque hero legato alle trasposizioni operistiche settecentesche del ruolo di Giulio Cesare in Italia: tale recital vince nel 2019 la prima edizione del Premio Franco Abbiati della critica musicale italiana legata alla critica discografica.
In Italia si è esibito presso l'Arena di Verona, il Gran Teatro La Fenice e il Teatro Malibran di Venezia, il Maggio Musicale Fiorentino, il Festival della Valle d'Itria, il Teatro Verdi di Pisa, il Teatro Grande di Brescia, il Teatro Ponchielli di Cremona, il Teatro Fraschini di Pavia, il Teatro Municipale di Piacenza, il Teatro Valli di Reggio Emilia. 

A livello internazionale è stato ospite presso il Teatro Colón di Buenos Aires, lo Spoleto US Festival, il Theater an der Wien, il Concertgebouw di Amsterdam, il Teatro Real di Madrid, il Palau de la Música Catalana di Barcellona, il Glyndebourne Festival Opera, il Festival internazionale Händel di Göttinger, la Philharmonie Berlin, il Grange Festival, il Teatro di San Gallo, l'Opéra e la Cappella della Reggia di Versailles.
Nel 2019 riporta in scena tre opere in prima rappresentazione assoluta in tempi moderni: è protagonista dell'Arbace, pastiche composto da Händel con musiche di autori vari (tra cui Vinci, Hasse e Porta), e nell'Orfeo di Nicola Porpora al Festival della Valle d'Itria, altro centone composto per il grande castrato Farinelli; infine, al Teatro Verdi di Pisa è il primo controtenore a riprendere il ruolo di Acrimante ne L'empio punito di Alessandro Melani, la prima opera lirica basata sul mito di Don Giovanni. 

Nel 2020 è il primo controtenore a cantare nel ruolo del titolo di Rinaldo nella storica produzione di Pier Luigi Pizzi in scena all'Opera di Firenze. Nello stesso anno, debutta altri due ruoli di Händel: il protagonista di Giulio Cesare in Egitto al teatro di San Gallo in Svizzera, e Aci in Aci, Galatea e Polifemo al Teatro Municipale di Piacenza. Nello stesso anno, torna al Teatro Verdi di Pisa alla riscoperta di un'altra prima rappresentazione in epoca moderna, il "ballet" L'Amour malade di Jean-Baptiste Lully. 

Nel 2021 debutta all'Opéra national du Rhin in una nuova opera del compositore libanese Zad Moultaka, Hémon, basata sull'omonimo personaggio mitologico amante di Antigone: in quest'opera, in cui impersona il ruolo del protagonista, il cantante alterna il registro baritonale a quello sopranile. Nello stesso anno gli viene conferito il Premio Lirico Internazionale Mario Tiberini d'Oro al Teatro Rossini di Pesaro. È Gualtiero nella Griselda di Alessandro Scarlatti in scena nel luglio 2021 al Festival della Valle d'Itria di Martina Franca.

Nel 2022 è Anastasio nel Giustino di Vivaldi al Teatro del castello di Drottningholm, ed interpreta la sua prima opera mozartiana nei panni del protagonista di Apollo et Hyacinthus al Teatro Malibran.

## Repertorio
| Ruolo                           | Titolo                                | Autore     |
| ------------------------------- | ------------------------------------- | ---------- |
| Oberon                          | A midsummer night's dream             | Britten    |
| Delio                           | Veremonda                             | Cavalli    |
| Linceo                          | Hipermestra                           | Cavalli    |
| Apollo                          | Dafne in lauro                        | Fux        |
| Ambleto                         | Ambleto                               | Gasparini  |
| Leone                           | Il Bajazet                            | Gasparini  |
| Orfeo                           | Orfeo ed Euridice                     | Gluck      |
| Disinganno                      | Il trionfo del tempo e del disinganno | Händel     |
| Aci                             | Aci, Galatea e Polifemo               | Händel     |
| Nerone                          | Agrippina                             | Händel     |
| Goffredo Rinaldo                | Rinaldo                               | Händel     |
| Adelberto                       | Ottone                                | Händel     |
| Giulio Cesare                   | Giulio Cesare in Egitto               | Händel     |
| Tamerlano                       | Tamerlano                             | Händel     |
| Bertarido                       | Rodelinda                             | Händel     |
| Medoro                          | Orlando                               | Händel     |
| Arbace                          | Arbace                                | Händel     |
| Arsace                          | Berenice                              | Händel     |
| Alessandro Severo               | Alessandro Severo                     | Händel     |
| Daniel                          | Belshazzar                            | Händel     |
| Amour                           | L'Amour malade                        | Lully      |
| Siface                          | La critica                            | Jommelli   |
| Acrimante                       | L'empio punito                        | Melani     |
| Musica Secondo pastore Speranza | L'Orfeo                               | Monteverdi |
| Nerone                          | L'incoronazione di Poppea             | Monteverdi |
| Hémon                           | Hémon                                 | Moultaka   |
| Apollo                          | Apollo et Hyacinthus                  | Mozart     |
| Orfeo                           | Orfeo                                 | Porpora    |
| The Sorceress                   | Dido and Æneas                        | Purcell    |
| Gualtiero                       | Griselda                              | Scarlatti  |
| Erminio                         | Il trionfo dell'onore                 | Scarlatti  |
| Ciccariello                     | Li zite 'ngalera                      | Vinci      |
| Jarba                           | Didone abbandonata                    | Vinci      |
| Anastasio                       | Giustino                              | Vivaldi    |
| Medoro                          | Orlando furioso                       | Vivaldi    |
| Megacle                         | L'Olimpiade                           | Vivaldi    |
| Andronico                       | Bajazet                               | Vivaldi    |
| Farnace                         | Farnace                               | Vivaldi    |

## Discografia
| Anno | Titolo Programma                                                                  | Direttore                    | Etichetta |
| ---- | --------------------------------------------------------------------------------- | ---------------------------- | --------- |
| 2014 | The Medici Castrato Arie seicentesche                                             | Chiara Granata, David Miller | Glossa    |
| 2015 | Gasparini di Francesco Gasparini (nel ruolo di Leone)                             | Carlo Ipata                  | Glossa    |
| 2016 | Passio di Gaetano Veneziano                                                       | Antonio Fiorio               | Glossa    |
|      | Sospiri d'amore Duetti da opere di Francesco Cavalli con Giulia Semenzato         | Claudio Cavina               | Glossa    |
| 2017 | A due alti Duetti da camera barocchi con Filippo Mineccia                         | Claudio Cavina               | Glossa    |
|      | Didone abbandonata di Leonardo Vinci (nel ruolo di Jarba)                         | Carlo Ipata                  | Dynamic   |
| 2018 | Giulio Cesare - A baroque hero Arie da opere basate sulla figura di Giulio Cesare | Luca Giardini                | Glossa    |
|      | Dafne in lauro di Johann Joseph Fux (nel ruolo di Apollo)                         | Alfredo Bernardini           | Arcana    |
| 2019 | Stabat Mater di Nicola Bonifacio Logroscino con Giulia Semenzato                  | Stefano Demicheli            | Arcana    |
|      | Rinaldo di Georg Friedrich Händel (nel ruolo di Goffredo)                         | Ottavio Dantone              | HDB Sonus |
|      | L'empio punito di Alessandro Melani (nel ruolo di Acrimante)                      | Carlo Ipata                  | Glossa    |
| 2020 | Aci, Galatea e Polifemo di Georg Friedrich Händel (nel ruolo di Aci)              | Luca Guglielmi               | Glossa    |

## Videografia
| Anno | Titolo Ruolo       | Cast                                                        | Direttore               | Etichetta |
| ---- | ------------------ | ----------------------------------------------------------- | ----------------------- | --------- |
| 2020 | Rinaldo            | Francesca Aspromonte, Carmela Remigio, Leonardo Cortellazzi | Federico Maria Sardelli | Dynamic   |
| 2021 | Griselda Gualtiero | Carmela Remigio, Mariam Battistelli, Francesca Ascioti      | George Petrou           | Dynamic   |